# Pochazina bakeri
Pochazina bakeri är en insektsart som beskrevs av Melichar 1914. Pochazina bakeri ingår i släktet Pochazina och familjen Ricaniidae. Inga underarter finns listade i Catalogue of Life.